# Primera Regional de Navarra 1972-73
La temporada 1972-73 de Primera Regional de Navarra es cuarto nivel de las Ligas de fútbol de España para los clubes de Navarra y La Rioja, por debajo de la Tercera División de España

## Sistema de competición
Los 20 equipos en un único grupo, que se enfrentan a doble vuelta, una vez en casa y otra en el campo del equipo rival, todos contra todos.
El primer clasificado ascendió directamente y el segundo jugó una promoción de permanencia-ascenso contra uno de los clasificados entre los puestos 13.º a 16.º de cada grupo en Tercera División. 
Los puestos de descenso directo son variables, dependiendo de los ascensos a Tercera División y los descensos desde esta categoría de equipos riojanos y navarros. Se deben compensar con los cinco ascensos desde Segunda Regional.

## Clasificación[1]
| Pos. | Equipo                      | Pts. | PJ | G  | E  | P  | GF | GC | Dif. |                                |
| ---- | --------------------------- | ---- | -- | -- | -- | -- | -- | -- | ---- | ------------------------------ |
| 1    | C. D. Logroñés Promesas (C) | 57   | 38 | 27 | 3  | 8  | 97 | 36 | +61  |                                |
| 2    | C. Peña Sport (A)           | 53   | 38 | 22 | 9  | 7  | 68 | 44 | +24  | Ascenso a Tercera              |
| 3    | C. Atlético Artajonés       | 51   | 38 | 22 | 7  | 9  | 58 | 34 | +24  | Promoción de ascenso a Tercera |
| 4    | C. D. Burladés              | 45   | 38 | 19 | 7  | 12 | 56 | 37 | +19  |                                |
| 5    | C. D. Muskaria de Tudela    | 42   | 38 | 15 | 12 | 11 | 48 | 40 | +8   |                                |
| 6    | C. D. Oberena               | 42   | 38 | 16 | 10 | 12 | 46 | 42 | +4   |                                |
| 7    | C. D. Alesves               | 41   | 38 | 14 | 13 | 11 | 69 | 67 | +2   |                                |
| 8    | A. D. San Juan              | 40   | 38 | 16 | 8  | 14 | 61 | 54 | +7   |                                |
| 9    | C. D. Izarra                | 40   | 38 | 15 | 10 | 13 | 52 | 52 | 0    |                                |
| 10   | C. D. Arnedo                | 39   | 38 | 15 | 9  | 14 | 68 | 67 | +1   |                                |
| 11   | C. D. Cortes                | 38   | 38 | 15 | 8  | 15 | 51 | 51 | 0    |                                |
| 12   | C. D. Sangüesa              | 37   | 38 | 13 | 11 | 14 | 59 | 58 | +1   |                                |
| 13   | C. Haro Deportivo           | 37   | 38 | 15 | 7  | 16 | 56 | 59 | −3   |                                |
| 14   | C. D. Pamplona              | 36   | 38 | 14 | 8  | 16 | 51 | 53 | −2   |                                |
| 15   | C. D. Calahorra             | 35   | 38 | 12 | 11 | 15 | 56 | 56 | 0    |                                |
| 16   | C. D. Alfaro (D)            | 32   | 38 | 13 | 6  | 19 | 50 | 61 | −11  | Descenso a Segunda Regional    |
| 17   | Náxara C. D. (D)            | 29   | 38 | 12 | 5  | 21 | 51 | 58 | −7   | Descenso a Segunda Regional    |
| 18   | C. D. La Calzada (D)        | 26   | 38 | 10 | 6  | 22 | 42 | 72 | −30  | Descenso a Segunda Regional    |
| 19   | C. D. Azkoyen (D)           | 25   | 38 | 8  | 9  | 21 | 26 | 73 | −47  | Descenso a Segunda Regional    |
| 20   | C. Atlético River Ebro (D)  | 15   | 38 | 4  | 7  | 27 | 34 | 85 | −51  | Descenso a Segunda Regional    |

 Fuente: Fútbol Regional
Notas:
1. ↑  No pudo ascender debido al descenso a tercera del C. D.  Logroñés.

## Promoción de ascenso[2]
| Equipo 1              | Agr. | Equipo 2       | Ida | Vuelta |
| --------------------- | ---- | -------------- | --- | ------ |
| C. Atlético Artajonés | 2-9  | C. D. Basconia | 1-1 | 1-8    |

| Ida; 10 de junio de 1973 | C. Atlético Artajonés | 1-1 | C. D. Basconia |  |  |

| Vuelta; 17 de junio de 1973 | C. D. Basconia | 8-1 (Global 9:2) | C. Atlético Artajonés |  |  |

| Permanece en Tercera División el |
| C. D. Basconia                   |